# Укус воде
Укус воде је епизода Дилан Дога објављена у свесци бр. 135. у издању Веселог четвртка. Свеска је објављена 14.06.2018. Коштала је 270 дин (2,4 €; 2,64 $). Имала је 94 стране.

## Оригинална епизода
Оригинална епизода под називом Il sapore dell'acqua објављена је у бр. 344. оригиналне едиције Дилана Дога која је у Италији изашла 29.04.2015. Епизоду је нацртао Ђорђо Понтрели, сценарио написао Ђиђи Симеони, а насловну страну нацртао Анђело Стано. Коштала је 3,5 €.

## Кратак садржај
Дилан заједно са полицајком Ранијом Раким почиње да истражује неколико случајева убиства соном киселином.

## Однос Дилана и Раније Раким
Однос Дилана и Раније се заоштрава у овој епизоди. Ранија брзо увиђа да Дилан често мења љубавнице и имплицитно му пребацује такав однос према женама, док јој Дилан саркастично одговара. Касније, Дилан позова Ранију на вечеру, али Ранија одбија ироничним коментаром да је храбар сада када му је љубавница на путу. Њихов однос се мења у епизоди Корак анђела (#159).

## Однос Дилана и инсп. Карпентера
Главни инспектор Карпентер (заменио инсп. Блока у бр. 130) наставља да мисли да је Дилан шарлатан. Тензија између Карпетера и Дилана почива на Дилановом уверењу да истрага не може да се води искључиво на основу емпиријских доказа. Карпентер ставља до знања Ранији да не жели да им Дилан помаже у истрагама. И он примећује да Ранија има симпатија према Дилану, те јој у једном тренутку упути снисходљив коментар: ”Шта видиш у том типу?”

## Ликови који се поново појављују
У овој епизоди поново се појављује Хамлин, продавац онодимензионе продавнице Сафара (ДД-59; едиција Златна серија))

## Претходна и наредна епизода
Претходна епизода носила је наслов У диму битке (#134), а наредна Духови чувари (#136).